# Бала-Чайлы
Бала-Чайлы (азерб. Bala Çaylı) — село в Газахском районе Азербайджана, расположено на Гянджа-Казахской равнине. Прежде именовалось Чайлы-Коммуна.
Уроженцем Бала-Чайлы является Ниджат Бадалов — Герой Отечественной войны.

## История
Село было основано в 1930-х годах в результате поселения семей, переехавших из Гираг Касаман и других деревень.

## География
Находится недалеко от двух самых больших сел Казахского района: Чайлы и Даш Салахлы. Три южные улицы села находятся на равнине высотой 7 метров, внизу протекает река Джогаз.
С 2008 года в селе осуществляется добыча меловых кубиков и других камней. Во владениях села находятся большие лесные территории, почва плодородная.

## Население
Население 500—610 человек. В основном азербайджанцы, живут также двое русских. Язык азербайджанский.